# Christophe Chaillou
Pour les articles homonymes, voir Chaillou.
Christophe Chaillou, né le 13 novembre 1964 à Orléans, est un homme politique français, membre du Parti socialiste (PS). Maire de Saint-Jean-de-la-Ruelle de 1998 à 2023, il est élu sénateur du Loiret en septembre 2023.

## Biographie

### Formation
Christophe Chaillou est diplômé de l’Université d’Orléans d’un Master de droit public, d’un DESS de gestion et administration des entreprises, ainsi que d’un mastère en management du développement territorial.

### Vie privée
Le 3 avril 2015, Christophe Chaillou est nommé Chevalier dans l’Ordre national de la Légion d’honneur.

### Parcours professionnel
Christophe Chaillou commence sa carrière professionnelle dans le domaine de l’enseignement en tant qu’intervenant au sein de l’Université d’Orléans et de l’École nationale des ingénieurs des travaux des eaux et forêts (AgroParisTech).

### Carrière politique
En 1983, Christophe Chaillou est élu adjoint au maire de Saint-Jean-de-la-Ruelle. Après avoir été élu 1er adjoint en 1996, il succède à Jean-Claude Portheault en tant que maire de la commune en 1998. Durant ces mandats, Christophe Chaillou œuvre pour la modernisation et la restructuration de Saint-Jean-de-la-Ruelle : conception de l’espace culturel Anna-Marly instauration du Conseil de la laïcité, développement du réseau de chaleur urbainde Saint-Jean-de-la-Ruelle et planification de la rénovation du Quartier des Chaises,.
En 2001, Christophe Chaillou est élu conseiller général du Loiret (devenu conseiller départemental) au sein du canton de Saint-Jean-de-la-Ruelle. Réélu en 2008, 2015 et 2021, il occupe cette fonction jusqu’en 2023.
En parallèle, Christophe Chaillou est élu Président d’Orléans Métropole le 16 juillet 2020, malgré une majorité acquise à la droite au sein de l’intercommunalité.
Le 23 juillet 2023, Christophe Chaillou présente la liste « gauche républicaine et laïque » qu’il conduit en vue des élections sénatoriales de 2023, composée d’élus socialistes et communistes. Le 24 septembre 2024, la liste d’union de la gauche obtient 26,39 % des suffrages, permettant à Christophe Chaillou d’être élu sénateur du Loiret. Il prend ainsi la succession de Jean-Pierre Sueur, sénateur socialiste du Loiret pendant 22 ans. Conformément aux dispositions de la législation limitant le cumul des mandats en France, il démissionne de ses fonctions de maire de Saint-Jean-de-la-Ruelle et de conseiller départemental du Loiret. Il demeure conseiller municipal et intercommunal.
Au Sénat, Christophe Chaillou rejoint le groupe Socialiste, Écologiste et Républicain et siège au sein de la commission des lois constitutionnelles, de législation, du suffrage universel, du règlement et d’administration générale.
Christophe Chaillou est également est membre de la délégation sénatoriale à la prospective, et des commissions d’enquête relatives aux agences de l’État et à la délinquance financière,.

## Décoration
- Chevalier de la Légion d'honneur